# Ministerium
Ett ministerium är en del av den exekutiva makten i en stat. Ett ministerium betjänar och bereder ärenden åt samt leds av en eller flera ministrar (ledamöter i en stats styrelse), exempelvis Försvarsministeriet i Finland.
I vissa länder används begreppet departement. Detta gäller bland annat i Sverige, Schweiz, Filippinerna och USA. I Hongkong säger man byrå.
Ett ministerium kan ha direktorat underställt sig. I Sverige leds departementen av statsråd (i regel med titeln minister), och under sig har departementen olika förvaltningsorgan (med -verk eller -styrelse i namnet); centrala förvaltningsorgan benämns centrala ämbetsverk eller statliga verk.